# Папская тиара
Тиа́ра (греч. τιάρα, древний персидский головной убор) — тройная корона, отличительный высокий яйцеобразный головной убор, увенчанный небольшим крестом и тремя венцами и имеющий сзади две ниспадающие ленты, который носили папы римские с начала XIV века по 1965 год.

## История папской тиары
Тиара — знак папского владычества; для литургических целей папа облачается в епископскую митру.
Первоначально простая высокая шапка, в эпоху средневековья она приобрела три венца и в начале XIV века обрела свою окончательную форму. Венцы стали считаться символами Троицы или трёх статусов Церкви: Рим, христианский мир и духовное владычество. В живописи (особенно часто в ранней нидерландской) тиара может быть на Боге-Отце; её, как прообраз священства, может носить Аарон.
В развитии тиары можно выделить три периода:
- 1) В VII—VIII века папы носили камилавку, или белый фригийский колпак (возможно, введён в обиход папами греческого или сирийского происхождения).
- 2) Ещё до начала XII века к ней была добавлена царская диадема, которая к концу XIII века превратилась в зубчатую корону.
- 3) Второй венец был добавлен Бонифацием VIII (ум. 1303), возможно как символическое отображение его взглядов на двойственность папской власти, духовной и светской. Первое упоминание о трёх венцах относится к 1316 году, однако самое раннее монументальное изображение тиары с тремя коронами обнаруживается на статуе Бенедикта XII (ум. 1342). Почему был добавлен третий венец — неизвестно, хотя предлагались различные интерпретации второго названия папской тиары — лат. triregnum («троецарствие»), например, как выражения власти папы над небесами, землёй и адом или тройственных прав папы, как судьи, законодателя и священнослужителя всего католического мира[1]

## Символика
Используется с XIV века как головной убор, символизирующий три уровня папских полномочий: духовную власть в мире, временную власть в Риме и верховенство над всеми христианскими правителями. В современном толковании папская тиара указывает на то, что папа — отец Церкви, земной правитель и викарий Христа.
В средние века тройная корона папы толкуется как символ власти над тремя сферами — небом, землёй и подземным миром или над тремя классическими частями земли: Азией, Африкой, Европой, заселёнными потомками сыновей Ноя: Сима, Иафета и Хама). Согласно другим толкованиям три кольца (обода) тиары есть указание на страдающую, борющуюся и побеждающую церковь. В этом виде она изображалась начиная с папы Урбана V (ум. 1370). Тиара считается также атрибутом св. Петра, папы Григория или св. Софии. Папы, отстранённые ещё при своей жизни, или святые, святость которых отклонялась, изображались с тиарой, лежащей на земле. В тиаре из пяти колец предстаёт лишь Бог-Отец на изображениях Троицы.

## Тиара и современность
Последним папой, который короновался тиарой, стал Павел VI в 1963 году. Тиара для него была специально изготовлена Миланской епархией, епископом которой он был до избрания. После коронации Павла VI тиара была помещена на алтарь собора Святого Петра в знак смирения папы и отказа его от славы и власти в соответствии с духом Второго Ватиканского собора. Позже, в 1968 году она была передана в дар Базилике Национальной Святыни Непорочного зачатия в Вашингтоне. После этого ни Иоанн Павел I, ни Иоанн Павел II, ни Бенедикт XVI, ни Франциск, ни Лев XIV не короновались тиарой. Иоанн Павел II в своей инаугурационной проповеди сказал, что ни он, ни его предшественник не желали ни коронации, ни тиары, а также добавил: «Не время возвращаться к церемонии и предмету, который ошибочно считается символом мирской власти пап».
В 2011 году группа немецких паломников преподнесла Бенедикту XVI специально изготовленную для него тиару, однако Бенедикт XVI ни разу не надевал её (по крайней мере публично).

## Тиара в геральдике
Тиара традиционно использовалась как геральдическая корона на гербах римских пап, её включил в свой герб даже Иоанн Павел II. Однако Бенедикт XVI вместо тиары использовал в своём гербе митру, позже его примеру последовали Франциск и Лев XIV. Несмотря на это, тиара по-прежнему используется в гербах и флагах Святого Престола и Ватикана.
- Герб Льва XIV
- Герб Франциска
- Герб Бенедикта XVI
- Герб Иоанна Павла II
- Герб Иоанна Павла I
- Герб Ватикана
- Герб Святого Престола